# 圓舞曲

圓舞曲

圓舞曲（德語：Walzer；音譯華爾茲、華爾滋）有別於貝多芬、舒伯特、布拉姆斯等維也納作曲家的嚴肅作品，它和「輕歌劇」（operette）可說是19世紀民主化社會中，為適應一般群眾較通俗品味而形成的「輕音樂」；它們在維也納的誕生、興盛與衰竭，正好與整個19世紀奧地利哈布斯堡王朝的榮枯息息相關，了解其社會背景有助於對維也納輕音樂的認知。

## 歷史
當法國大革命於18、19世紀之交震撼著整個歐洲時，源於德國南部與奧國鄉間的一些三拍子民俗舞曲，諸如「連德勒舞」（Ländler）、「德國舞」（Deutsche）、「旋轉舞」（Dreher），逐漸地被引進城市，轉變成文明社會中的「圓舞」或「華爾滋」。圓舞雖被適度地「文明化」了，然而它仍然保有著源自鄉間的愉悅奔放的本質，以及剛興起時尚被視為「有傷風化」的男女相擁的舞姿。無論如何，它終能逐漸取代了屬於「舊時代」優雅高貴卻顯得矯揉造作的宮廷舞蹈「小舞步」（Menuett），而以它那平民化的格調體現了「新時代」的精神；當時可供跳舞的咖啡館、小酒館或稍後興起的大規模舞廳，王公貴族或一般平民都可以自由出入，如此而消除了階級間的界限。
當拿破崙征服歐洲的行動失敗之後，歐洲各地的貴族為了重建新秩序而召開「維也納和會」（1814－1815年）。據說開會的代表們與其說是在開會，不如說是天天在跳舞作樂。從和會期間一直到1848年革命事件爆發為止，這段所謂的「畢德邁雅時期」（Biedermeier），儘管處於梅特涅專制政體與嚴厲的警察制度箝制之下，藝術（尤其是音樂）卻由於得到中產階級的支持而得以穩健地發展；而維也納人的喜歡跳舞，使整個首都永遠處於歌舞昇平中。根據統計，當時維也納的人口總數約二十萬人，而全城可供跳舞的場地可容納五萬人，也就是說，該市四分之一的人染上了所謂的「華爾滋病毒」。此「畢德邁雅時期」正是圓舞曲音樂的先鋒约瑟夫·兰纳、老約翰·史特勞斯活躍的時期，而「圓舞曲之王」小約翰·史特勞斯才剛開創他的事業，也就是說，維也納輕音樂的黃金時期才剛要展開而已。

## 舞蹈特点
圆舞曲的动作如流水般顺畅、像云霞般光辉。潇洒自如、典雅大方。波浪起伏接连不断地潇洒旋转。享有「舞中皇后」的美稱。
圆舞曲摆荡的动作与转身动作是不能分开的，两者之间并存的是一种引擎与轮胎的关系，没有转身动作，摆荡的动作将显得硬而不平衡，摆荡的完成表象，要藉著身转动作经过身体中心以及腿部、臀部的运动，还有肩膀与手臂的摆转来达成时间运动的技巧，来完成轻盈且优雅而具有动力型态舞姿。开始移动后，舞步里所指的转度，指的是双足之间的转度，并非指身体的转度，尤其是女士，几乎只有前进与后退的动作，转度则由男士全部来完成。
作為社交舞、起源於1780年代的華爾滋，很快就傳到其它歐美國家；俗稱慢三步，用
拍的音樂，抱握姿勢以閉合位置為主。特點是在第一拍的時候，身體要低下來，而在第二、三拍的時候，身體要升高，形成波浪式的移動。基本舞步是左轉（Reverse Turn）和右轉（Natural Turn）。“維也納華爾滋”（Viennese Waltz）是從華爾滋演變出來的速度很快的舞，俗稱快三步。國際華爾滋只限于閉合位置（closed position），而美國式華爾滋（American Style Waltz）卻允許閉合位置以外的所有位置。

## 音樂
在19世紀的維也納，圓舞曲一般由五個段落組成，每段又有兩首旋律。
受圓舞曲的流行風潮影響，浪漫時期的作曲家也嘗試將圓舞曲放入他們的大型作品中，例如白遼士的「幻想交響曲」的第二樂章便是用圓舞曲所寫成，另外在柴可夫斯基的歌劇「尤金·奧涅金」、普契尼的歌劇「波希米亞人」以及理查·史特勞斯的歌劇「玫瑰騎士」中，都有精彩的圓舞曲音樂。除此之外，蕭邦和布拉姆斯也都創作了多首用鋼琴獨奏的圓舞曲，這又是圓舞曲的另一種表現形式了。

## 外部連結
- 華爾滋舞步 （页面存档备份，存于）
- 職業標準舞華爾滋影片片段 （页面存档备份，存于）